# 훈령권
훈령권이란 상급행정청이 하급행정청 또는 보조기관의 권한행사를 지휘하는 권한을 뜻하는 행정법상 용어이다.